# Aaron Glenn
Aaron Devone Glenn (Humble, 16 luglio 1972) è un ex giocatore di football americano e allenatore di football americano statunitense che ha giocato nel ruolo di cornerback e dal 2025 svolge il ruolo di capo-allenatore dei New York Jets della National Football League (NFL).

## Carriera da giocatore
Al college Glenn giocò a football alla Texas A&M University, dove fu nominato All-American. Fu scelto come 12º assoluto nel Draft NFL 1994 dai New York Jets. Vi giocò fino al 2001, venendo convocato per il Pro Bowl e inserito nel First-team All-Pro nel 1997 e 1998. Nel suo primo anno, stabilì un record di franchigia per il più lungo intercetto ritornato in touchdown, 100 yard. Nel 2002 fu acquisito dai neonati Houston Texans nell'Expansion Draft 2002. Vi trascorse tre stagioni, prima di essere svincolato dopo il 2004. Glenn e il compagno Gary Walker furono i primo giocatori della storia dei Texans ad essere convocati per il Pro Bowl, nel 2002.
Nel 2005, Glenn firmò coi Dallas Cowboys, ritrovando il suo ex allenatore ai Jets Bill Parcells. Nel 2007 firmò coi Jacksonville Jaguars, giocandovi una stagione e quattro partite da titolare. Chiuse la carriera con i New Orleans Saints nel 2008.

## Carriera da allenatore
Il 22 gennaio 2025 Glenn fu assunto come capo-allenatore dei New York Jets.

## Palmarès
- Selezioni al Pro Bowl: 3

1997, 1998, 2002
- First-team All-Pro: 3

1997, 1998, 2002
- Formazione ideale del 40º anniversario dei New York Jets